# Guido Guidi (meteorologo)
Guido Guidi (Marino, 19 agosto 1968) è un meteorologo e militare italiano,  nel grado di tenente colonnello dell'Aeronautica Militare assegnato al Servizio Meteorologico.

## Biografia
Nel 1989, dopo il diploma, ha avviato la carriera militare in Aeronautica, prendendo parte a varie missioni in operazioni di peacekeeping per ONU e NATO. In qualità di membro del Centro Nazionale di Meteorologia e Climatologia Aeronautica (CNMA), si è occupato di assistenza meteorologica alla navigazione aerea e, nel 1996, ha partecipato alla 13ª Spedizione Italiana in Antartide. Dal 2002 è addetto alla sezione "Previsioni a breve e medio termine" del Servizio Meteorologico.
Guidi è noto soprattutto come volto abituale delle previsioni meteorologiche per diverse trasmissioni televisive Rai, che conduce dal 1995 in alternanza con i colleghi dell'Aeronautica Militare. Dal 2011 è iscritto all'Ordine dei Giornalisti del Lazio come pubblicista
Negli anni 2000 ha contribuito alla nascita del sito web Climate Monitor sui mutamenti climatici attraverso il quale veicola posizioni scettiche sull'origine antropica del riscaldamento globale. Tali opinioni sul cambiamento climatico sono sostenute da Guidi anche nei diversi eventi pubblici cui prende parte in qualità di meteorologo e nei frequenti interventi per la stampa.

## Riconoscimenti
Nel 2016 la European Meteorological Society gli ha assegnato il Broadcast Meteorologist Award nel corso dell'assemblea annuale tenutasi a Trieste.